# 한영중학교
한영중학교(漢榮中學校)는 대한민국 서울특별시 강동구 상일동에 위치한 사립 중학교이다.

## 학교 연혁
- 1933년 4월 18일 : 한영고등학원 인가를 받아 서울특별시 중구 삼각동에 개교, 설립자 박현식 선생, 학원장에 한규섭 선생 취임
- 1935년 4월 1일 : 학제 변경에 따라 교명을 한영중학원으로 개칭
- 1947년 5월 20일 : 성동구 마장동 교사로 이전
- 1948년 8월 14일 : 재단법인 한영학원 인가
- 1951년 8월 31일 : 학제 변경으로 한영중학교를 한영중학교와 일광고등학교로 개칭
- 1953년 1월 15일 : 일광고등학교를 한영고등학교로 교명 변경
- 1968년 10월 23일 : 중·고 분리
- 1970년 4월 18일 : 중학교 신축 교사 2,263,440평 준공
- 1983년 4월 18일 : 강동구 명일동 175-1에서 신축공사 준공식 (연건평 17,799.84m2)
- 1984년 3월 3일 : 강동구 명일동 신축교사로 이전
- 1992년 10월 28일 : 한영 수산문화관 1,415평 준공
- 1998년 4월 25일 : 동원학원으로 법인 변경
- 2017년 12월 21일 : 조윤정 여사 이사장 취임
- 2024년 2월 7일 : 제90회 졸업식
- 2025년 3월 2일 : 고혜지 선생 제27대 교장으로 취임

## 참고 자료
- 한영중학교 - 한국교육학술정보원 학교알리미